# デカ杉デッカくん
『デカ杉デッカくん』（デカすぎデッカくん）は、あずまかなきによる日本の漫画作品。『ミラコロコミック』（小学館）にて読み切りとして掲載された後、『月刊コロコロコミック』（同）2019年8月号に読み切りとして掲載され、2020年2月号より連載中。

## あらすじ
主人公のデッカくんの身長の高さや身体の大きさをネタにしたギャグ漫画。デッカくんの行動により、周囲が驚き、笑いを誘うような内容となっている。

## 登場人物
デッカくん
本作の主人公。小学5年生。名前の通り体が先生よりでかい（身長が高い）。そのためバスケットボールでダンクシュートを打てたり、階段では一気に10段飛ばしができ、身長は身長計に入らないほど高い。また、体がでかいので、服や靴もでかい。5年2組の生徒。鬼ごっこが得意。赤ちゃんの頃に、お父さんの指を握りつぶしていたことがあった。生後3ヶ月のときはまだ小さかったが、その1年後に急激にでかくなった。保育園ではリヤカーを引っ張る側になったり、劇で白雪姫の小人役をやったが白雪姫は浮いていた。5歳の誕生日のときには姉にロウソクの火を消されて喧嘩し、デッカくんがテーブルやイス等をひっくり返した。その後、父に「その力は人を助けるために使いなさい。」と言われ、なるべくやり返さないようにしている。
デッカくんの姉
デッカくんの父
デッカくんの母
デッカくんのシャツだけでも体が全て隠れている。

## 書誌情報
- あずまかなき『デカ杉デッカくん』小学館〈コロコロコミックス〉、既刊5巻（2024年10月28日現在） 
  1. 2020年12月25日発売[2][3]、ISBN 978-4-09-143257-5
  2. 2021年10月28日発売[4]、ISBN 978-4-09-143350-3
  3. 2023年1月27日発売[5]、ISBN 978-4-09-143574-3
  4. 2023年10月27日発売[6]、ISBN 978-4-09-143662-7
  5. 2024年10月28日発売[7]、ISBN 978-4-09-149797-0